# Aldo Moro
Aldo Moro (n. 23 septembrie 1916, Maglie, Apulia, Italia – d. 9 mai 1978, Roma, Italia) a fost un om politic italian, președinte Partidului Democrația Creștină, răpit în 16 martie 1978 în drum spre Parlament, unde urma să aibă loc ședința de investitură a noului guvern, ucis în 9 mai 1978 de grupul Brigăzile Roșii (Brigate Rosse). 

## Biografia
A urmat liceul "Archita" din Taranto, apoi s-a înscris la Universitatea din Bari, Facultatea de Drept.
A militat împreună cu Giulio Andreotti în cadrul Federației Universitare Catolice Italiane, al cărui președinte a devenit între anii 1939 și 1942.
A fondat în 1943 la Bari, împreună cu câțiva prieteni, periodicul "La Rassegna" care a apărut până în 1945, când s-a căsătorit cu Eleonora Chiavarelli, cu care a avut 4 copii.
În 1945 a devenit președintele mișcării "Movimento Laureati dell'Azione Cattolica" și director al revistei "Studium".
Între 1943 și 1945 începe să se intereseze de politică, la început arătând un particular interes componentei de "dreapta" socialistă. Ulterior, s-a îndreptat către mișcarea creștin-democrată, în cadrul căreia a arătat de la început opțiunea sa socială, aderând la componenta de stânga din cadrul Democrației Creștine.
În 1946 a fost vicepreședinte al Democrației Creștine și a fost ales în "Adunanta Constitutivă", unde a făcut parte din comisia care se ocupă de formularea textului Constituției. Ales deputat al Parlamentului în cadrul alegerilor din 1948, a fost nominalizat subsecretar în cabinetul de externe al guvernului Alcide De Gasperi.
Devine profesor de drept penal la Universitatea din Bari.
În 1953 a fost reales în Camera Deputaților, unde a fost președintele grupului parlamentar creștin-democrat.
În 1955 a fost ministru al Grației și Justiției în guvernul Segni, iar în anul următor a rezultat între primii aleși în consiliul național al partidului în timpul celui de al VI-lea congres național al partidului. Ministru al Instrucțiunii Publice, în următorii doi ani (guvernele Zoli și Fanfani) a introdus studiul educației civice în școli.
În 1959 i s-a încredințat secretariatul partidului în timpul celui de al VII-lea congres național. În 1963 a obținut transferul la Universitatea din Roma, în calitate de titular al catedrei de Drept si Procedură Penală la Facultatea de Științe Politice.
Până în 1968 a fost președinte de consiliu creând o alianță cu Partidul Socialist Italian, cu Partidul Republican Italian și Partidul Social Democrat.
Între anii 1970 și 1974 devine ministru de externe, apoi din nou președinte al consiliului de miniștri până în 1976. În 1975 guvernul Moro-Rumor încheie tratatul de la Osimo, prin care se cedează definitiv Iugoslaviei cea mai mare parte a provinciei Trieste.
În 1976 a fost ales președinte al Consiliului Național al partidului.

## Compromisul istoric
În timpul anilor '70 a fost unul dintre liderii care au fost interesați în mod particular de așa-zisul "Compromis istoric" al lui Enrico Berlinguer. Liderul Partidului Comunist Italian, într-adevăr, propusese o solidaritate politică inovativă între comuniști, socialiști și catolici, într-un moment de profundă criză economică, socială și politică în Italia.
Moro, în acel moment președinte al Democrației Creștine, a fost exponentul politic cel mai important și prestigios între cei care reușiseră să individualizeze o cale de parcurs către un guvern de "solidaritate națională".

## Răpirea și asasinarea
Victoria Partidului Comunist Italian la alegerile din 1976 a obligat Democrația Creștină⁠(d) să formeze o coaliție care să includă și forțele politice de centru-dreapta.
Aceasta a provocat nemulțumirea Brigăzilor Roșii, care au considerat că stânga a fost trădată și că execuția lui Aldo Moro este singura soluție.
În 1978, Brigăzile Roșii l-au răpit pe politician, în timp ce acesta se deplasa către Parlament și l-au ținut captiv timp de 55 de zile înainte de a-l executa. Răpirea și asasinarea lui Moro a provocat un șoc național în Italia și a reprezentat un punct de cotitură în istoria modernă a Italiei.